# Сачко Василь Вікторович
Васи́ль Ві́кторович Сачко́ (нар. 3 травня 1975, Старомлинівка, Великоновосілківський район, Донецька область, УРСР) — колишній український футболіст, нападник, головний тренер луцької «Волині». Виходець із аматорського футболу, постійно на професіональному рівні почав грати з 23 років. Виступав за команди «Таврія» (Сімферополь), «Оскіл» (Куп'янськ), «Волинь» (Луцьк) «Кривбас» (Кривий Ріг) та «Ворскла». Володар Кубка України, найкращий гравець та найкращий бомбардир Першої ліги України сезону 2001–2002 років.

## Ранні роки
Василь Сачко народився 3 травня 1975 року в сім'ї робітників у селі Старомлинівка Великоновосілківського району Донецької області, за сто кілометрів на захід від Донецька. Ще в дитинстві Василь захопився футболом, став уболівати за донецький «Шахтар» й навіть відвідував у Донецьку матчі цієї команди, улюбленим гравцем якої в нього був Віталій Старухін. Його гру головою Василь вважав за взірець. Також почав грати у футбол, спершу з хлопчиками на галявинах, а тоді у звичайній сільській ДЮСШ, де його першим тренером став Володимир Митрофанович Липовий. Усі дитячі змагання, в яких брав участь Василь, були не вищі від районного рівня.
Закінчивши школу, Василь пішов призовником в армію й потрапив до Сімферополя. Перед призовом Василеві не доводилося виступати на високому рівні у футболі, тому його й не взяли в жодну армійську команду. Взагалі не граючи у футбол, він відслужив належні півтора року як звичайний солдат. Звільнившись у запас, він не відразу вирішив, що робити далі, але не кинув свого улюбленого заняття — футболу. Зокрема, виступав за села Іскра та Успенівка Донецької області в матчах з представниками інших сіл.

## Клубна кар'єра

### «Шахта Україна»
За якийсь час Василя запримітив і запросив до свого клубу колишній гравець донецького «Шахтаря» Віктор Грачов, який тоді тренував аматорський футбольний клуб «Шахта Україна» з невеликого міста Українськ Донецької області. Але за цю гру спортсменам-любителям фактично не платили, тому Василь вирішив працевлаштуватися. Вибір роботи в маленькому місті був, відповідно, невеликий: або шахта, або міліція. Оскільки Василь відслужив у збройних силах, то без особливих труднощів влаштувався працювати в міліції — у відділі боротьби з наркотиками. Поєднуючи роботу зі спортом, він на дозвіллі грав за свій клуб. По суті, це було хобі. Робота в міліції забирала багато часу та сил, згодом довелося вибирати між службою і грою, тож Василь вирішив взагалі покинути команду. Мотивував це тим, що як міліціонер має зарплату 400 гривень, а як футболіст заробляв би набагато менше. Однак Грачов, розгледівши потенціал Василя Сачка, вирішив вмовити його залишитись у команді й зосередитися на футболі. Тренер придумав оригінальний хід і домовився з директором шахти, яка спонсорувала команду, щоб той попросив місцевого начальника міліції підписати такий документ: якщо припиниться фінансування команди, то Сачка знову приймуть на роботу в міліцію. Коли це питання успішно вирішили, Василь згодився й далі займався тільки футболом. На той час клуб перебував у найнижчій — третій лізі Донецької області серед аматорів, але завдяки фінансуванню від шахти ставив перед собою високі задачі й кожного сезону підвищувався у класі.
У сезоні 1997–1998 команда Сачка вийшла у Вищу аматорську лігу, а Василя заявили в команді під десятим номером. 20 вересня 1997 року в матчі проти команди «Даліс» (Комишуваха) Василь Сачко дебютував у цій лізі. Забити гола йому не вдалося, команда програла з рахунком 1:3, зате далі пішло краще. Сачко забивав у трьох іграх поспіль, причому в матчі проти «Шахтаря» з Горлівки зробив дубль. У нападі з Сачком грав Олександр Чех, разом вони склали забивний атакувальний дует. Що цікаво, задовго перед зустріччю в команді «Шахта Україна», коли Василь ще виступав за сільські команди, Чех грав проти нього у командах противників. Згодом вони здружились і навіть стали кумами. Загалом в чемпіонаті з 26 голів команди Сачко та Чех разом забили 12 голів, а Василь в 11 матчах забив 8 голів і став найкращим бомбардиром 4-ї групи чемпіонату. Посівши друге місце, команда здобула право грати у фінальному турнірі, але відмовилася від дальших виступів і поступилася місцем «Шахтарю» (Горлівка).

### «Таврія»

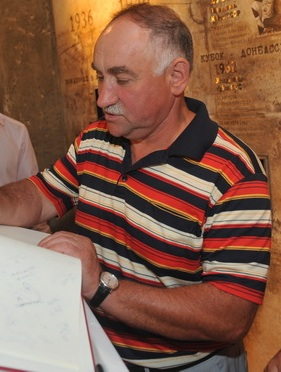
Віктор Грачов — перший тренер Сачка у професіональному футболі

Ще перед закінченням сезону 1997–1998 Віктор Грачов дістав запрошення замінити Івана Балана на посту головного тренера «Таврії» (Сімферополь), яка виступала у Вищій лізі. Грачов керував командою в останні п'ять турів чемпіонату і врятував її від вибування в Першу лігу. Після першості відкрилося трансферне вікно, й футболісти могли змінювати команди. Пам'ятаючи результативну гру Василя Сачка за команду «Шахта Україна», Грачов запросив його у свою нову команду. Василь згодився й дістав у клубі одинадцятий номер. Пройшов передсезонні збори і завдяки тому, що дотримувався спортивного режиму, витримав немалі фізичні навантаження, передбачені для гравців у клубах Вищої ліги. Партнерами Василя у складі «Таврії» тоді були воротар Максим Левицький, який згодом грав за національну збірну України, півзахисник Роман Войнаровський, який у 2008 році забив один із найшвидших голів в історії футболу. У нападі грав капітан команди Олександр Гайдаш, другий найкращий бомбардир в історії «Таврії» та член Клубу бомбардирів Олега Блохіна.
7 липня 1998 року в Сімферополі на стадіоні «Локомотив» у першому турі Вищої ліги сезону 1998–1999 «Таврія» Василя Сачка приймала срібного призера попереднього чемпіонату — донецького «Шахтаря». Віктор Грачов поставив Василя відразу у стартовий склад. Так у 23 роки Сачко дебютував у професіональному футболі, причому одразу у вищій лізі, проти однієї з найсильніших команд в Україні. У нападі Василь діяв разом із Олександром Гайдашем. За іронією долі, довелося дебютувати саме проти команди, за яку вболівав ще змалку. Перший матч Василя виявився вдалим для «Таврії»: вже на самому початку його команда забила гол і вийшла вперед, після перерви подвоїла перевагу, а на 58-й хвилині матчу Василя Сачка замінив півзахисник Роман Войнаровський. Попри те, що на 69 хвилині донеччани завдяки зусиллям Андрія Воробея забили один гол, кримчани здобули перемогу з рахунком 2:1.
|  | - Коли дебютував за Таврію, почуття мене просто переповнювали. Адже я сам родом із Донецької області й усе життя вболівав за гірників, сильно переживав за цю команду. Але так склалися обставини, що дебютував за кримчан, зіграв проти земляків і взяв участь у перемозі над ними. |

В другому турі «Таврія» зустрілась у Дніпропетровську з «Дніпром». Василь потрапив у основний склад та відіграв перший тайм матчу, після чого був замінений. На початку другого тайму «Таврія» пропустила гол і програла з рахунком 0:1. У третьому турі «Таврія» вдома приймала кіровоградську «Зірку». Василь відіграв весь матч, а завдяки голу Олександра Гайдаша у ворота Андрія Глущенка на 89 хвилині матчу «Таврія» перемогла — 1:0. Наступний матч «Таврія» вдома програла з рахунком 2:3 клубу «Металург» (Запоріжжя), в якому Василь відіграв весь матч. Виграний матч з «Прикарпаттям» (Івано-Франківськ) Василь провів у запасі. У матчі сьомого туру проти «Кривбасу» Василь Сачко спочатку був у запасі, але на 39 хвилині Віктор Грачов випустив його на поле, змінивши Дениса Андрієнка. Забити Василю не вдалося, а його команда програла з рахунком 0:2.
Без належного досвіду Сачкові було важко одразу заграти на професійному рівні, фізичні навантаження вищої ліги він витримував, але не розумівся на тактичних схемах і під час матчу не дуже орієнтувався, що треба робити в тій чи іншій ситуації. Позначився різкий перехід від аматорського до професіонального футболу. Фактично Василь перебував у «Таврії» на оглядинах і не мав контракту з клубом, тому після п'яти зіграних матчів був змушений залишити клуб.

### Повернення в аматори
Через півроку, а саме в жовтні 1998 року, Василь Сачко повернувся в свою колишню команду «Шахта Україна», де його добре прийняв відомий вже колектив. 10 жовтня 1998 року в матчі 8 туру аматорського чемпіонату 1997—1998 Василь зіграв за свою команду проти клубу «Харчовик» (Попівка), який завершився з рахунком 1-1. Сачко зіграв ще 3 матчі, а в 11 турі в матчі проти клубу «Металург» (Комсомольське) відзначився голом. Але в цей час фінансування шахтою команди погіршилось і вже на 12 тур команда не вийшла й знялася з чемпіонату.
Втім в аматорському Кубку України справи у команди йшли краще. В його розіграшу 1998–1999 років Василь провів 8 матчів та забив 2 голи, а його команда вийшла до півфіналу, де за сумою двох матчів з рахунком 2-3 програла команді «ГПЗ» (Варва), яка в фінальному матчі стала володарем кубку.

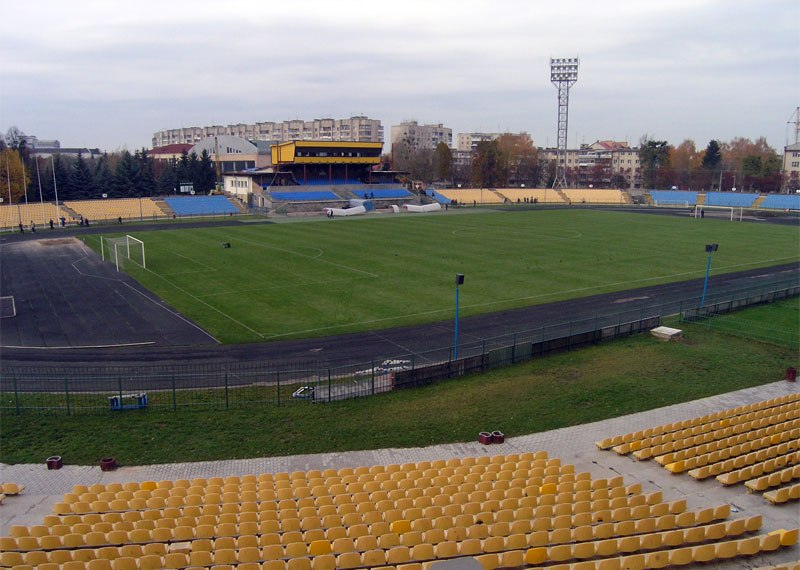
Стадіон «Авангард» де Сачко у 1999 році виграв аматорський Кубок України

В аматорському чемпіонаті сезону 1999 року «Шахта Україна» не брала участі, але грала у аматорському Кубку України того ж року. Розіграш почався у вересні 1999 року, у 1/8 фіналу команда Сачка по сумі двох матчів переграла клуб «Екіна» (Алмазна), потім були переможені «Сигнал» (Одеса) та «ГПЗ» (Варва). Таким чином «Шахта Україна» вийшла в фінал кубку, який складався з двох матчів. Перший матч пройшов 17 жовтня 1999 року на домашньому стадіоні команди Сачка «Україна» в місті Українськ, на якому зібралося 5 тисяч глядачів. Суперником команди Василя Сачка стала «Троянда-Експрес» з села Гірка Полонка Волинської області, яка в минулому сезоні виходила у фінал аматорського кубку. Домашній матч видався вдалим, Сачко провів всі 90 хвилин, а його клуб виграв з рахунком 2-0. Наступний матч проходив на виїзді 27 жовтня 1999 року. У Гіркій Полонці не було належного поля, тому матч проходив у Луцьку на стадіоні «Авангард». Матч судив майбутній арбітр Прем'єр-ліги України, Олег Орєхов. Сачко провів на полі весь матч, та забити йому не вдалось. Поєдинок завершився перемогою господарів з рахунком 2-1, але за сумою матчів володарем кубку стала команда «Шахта Україна». Так Василь завоював перший в своїй кар'єрі трофей.
У сезоні 2000 року «Шахта Україна» повернулась в аматорський чемпіонат та потрапила у 8 групу. В матчі 4 туру Василь забив 2 м'ячі в ворота команди «Моноліт» (Костянтинівка), а загалом його команда тоді виграла з рахунком 4-0. У 8 турі ж він забив 3 голи команді «Шахтар» (Луганськ). Втім команду Сачка знову спіткали фінансові труднощі, попри те що команда посіла друге місце в групі, вона не вийшла на останній тур й знялася з чемпіонату. На той момент Сачко зіграв 5 матчів та забив 5 голів.
Втім без клубу він не залишився, його запросила до себе команда «Моноліт» (Костянтинівка), яка посіла перше місце в групі та мала право на участь у другому етапі чемпіонату. Що цікаво в разом з Сачком в цю ж команду перейшов і його старий знайомий Олександр Чех. 28 червня 2000 року в матчі проти «ЗАлК» (Запоріжжя) Василь дебютував за нову команду та завдяки забитому їм голу приніс своїй команді нічию. Після цього Василь провів ще 4 матчі, та не забивав голів. Втім ще до закінчення чемпіонату Сачко полишив команду.

### «Оскіл»
Все своє майбутнє життя Василь Сачко вже зв'язував лише з футболом. Він відчував у собі сили грати в професійному футболі, тому не полишав спроб та не зупинявся на досягнутому. Василь звернувся до Ігоря Комаревича, який був колишнім адміністратором в колишній команді Сачка, «Шахта Україна», підшукати йому професійну команду.
Тренер команди «Оскіл», з міста Куп'янськ Харківської області, Ігор Сіроштан вже давно хотів щоб Сачко потрапив до нього в клуб. До того в команді всі нападники були невисокого зросту, тому Василь з його 191 сантиметрами зросту дуже підходив. Президент команди Володимир Бездєнєжний також підтримав це рішення, тому він платив Сачку найвищу зарплату у команді, а саме 300 американських доларів на місяць.
Василь Сачко дебютував за свою нову команду 6 серпня 2000 року в 1/16 фіналу розіграшу Кубку другої ліги України в матчі проти команди «Фрунзенець-Ліга-99» з міста Сум, за яку, до речі, тоді грав майбутній гравець «Динамо» (Київ) та національної збірної України Олег Гусєв. Сачко відіграв весь матч, але забити не зміг, його ж команда програла з рахунком 2-1 і вибула з подальшого розіграшу.
«Оскіл» в той час виступав в групі В Другої ліги України, третій по силі лізі в українському футболі. 12 серпня 2000 року відбувся 1 тур чемпіонату 2000–2001, «Оскіл» вдома приймав «Ворсклу-2». Ігор Сіроштан одразу ж довірив Василю Сачку місце у основному складі команди. Втім забити йому не вдалось, тренер команди в перерві матчу замінив Василя на гравця, який невдовзі забив переможний гол. В наступних матчах Ігор Сіроштан став більш повільно підпускати Василя Сачка до гри, залишаючи того в запасі і випускаючи лише у другому таймі. В другому турі його випустили на останні півгодини матчу з командою «Фрунзенець-Ліга-99» з міста Сум.
В 3-му та 4-му турах Сачко не грав. 10 серпня 2000 року в 5 турі чемпіонату «Оскіл» вдома приймав «Сталь-2» (Алчевськ). За 15 хвилин до закінчення матчу рахунок був 0-0, Ігор Сіроштан випустив Василя на поле і на 85 хвилині матчу він забив переможний гол у ворота Андрія Комарницького. Це був перший забитий гол Василя Сачка в кар'єрі на професійному рівні. Незважаючи на забитий гол, йому не вдалося закріпитися у основному складі, адаптація до нового колективу ще тривала і Василь як правило не грав повністю матчі, а виходив на заміни або його міняли. В 13-му турі Василь забив переможний гол у ворота команди «Десна» (Чернігів), після цього Сачко остаточно закріпився у основному складі команди та приносив багато користі команді не тільки голами, а й скидами головою на партнерів. Хоча в 2000 році йому забити більше не вдавалося. 8 квітня 2001 року «Оскіл» знов зустрічався з чернігівською «Десною» і цього разу Василь забив в їх ворота вже 2 м'ячі, які дозволили перемогти його команді з рахунком 2-1. Після цього були два безгольові матчі. Але потім Василь Сачко видав гольову серію з п'яти матчів підряд, в яких він забивав по одному голу. Сачко по черзі вражав ворота команд «Електрон» (Ромни), «Арсенал» (Харків), «Зоря» (Луганськ), «АДОМС» (Кременчук) та «Нафтовик» (Охтирка). Причому тільки в останньому матчі його команда програла. Наприкінці чемпіонату Василь зробив два дублі, забивав спочатку у ворота команди «Металург-2» (Маріуполь), потім була «Ворскла-2». Загалом в першому ж повноцінному сезоні в професійній команді Василь Сачко зарекомендував себе з хорошого боку, він став найкращим бомбардиром своєї команди, а в групі В Другої ліги сезону 2000—2001 загалом став третім бомбардиром, забивши 13 голів в 28 матчах. До того ж його команда посіла 3 місце, лише на три очки відставши від другого місця.

### «Волинь»
Після успішного виступу в послугах Василя Сачка був зацікавлений клуб «Фрунзенець-Ліга-99» з Сум та «Нафтовик» з Охтирки Сумської області. В колишньому сезоні команда Сачка виступала в одній групі з «Нафтовиком», Василь забивав цій команді й вона тоді посіла перше місце та вийшла у Першу лігу.
Але трохи пізніше до Василя звернувся представник луцької «Волині» з пропозицією перейти в цю команду. «Волинь» на той час грала у першій лізі та з 1996 року не могла повернутись до вищої ліги, хоча якраз на сезон 2001–2002 стояла задача виходу до найсильнішого дивізіону. Тоді «Волинь» тренував Віталій Кварцяний, який відомий тим, що підбирав для своєї команди високих гравців, тому Сачко дуже підходив для його тактики. Василь спочатку вагався, як виходець Донецької області не знав чи адаптується до менталітету Західної України, а також переживав щодо мовного бар'єру. Але все ж таки перед командою ставилися високі задачі й він вирішив перейти в новий клуб. Втім всі його хвилювання виявилися марними, Василь досить швидко адаптувався до нового міста та команди. Також в клубі вистачало досвідчених гравців, які допомогли Василю набратися досвіду.
Сачко дебютував за нову команду 17 липня 2001 року в рамках першого туру Першої ліги сезону 2001–2002 в домашньому матчі проти «Борисфена». Його команда виграла з рахунком 1-0, хоча Василь не зміг забити та був замінений у другому таймі. Втім Кварцяний продовжував довіряти Сачку місце основного гравця команди й Василь надалі практично у всіх матчах грав матчі без замін. Наступні три матчі виявились безгольовими для нього, але вже в своїй п'ятій грі в чемпіонаті Сачко почав забивати: 9 серпня 2001 року він забив відразу 2 голи у ворота кіровоградської «Зірки». Після цього він через матч зробив ще два дублі у матчах з «Поліссям» та «Нивою». Після цього він продовжував забивати, зокрема відзначився у грі з «Динамо-2» та СК «Миколаїв». До кінця року Сачко забив ще 4 голи: два голи «Вінниці» та по м'ячу «Електрометалург-НЗФ» та «Оболоні». Таким чином, до початку зимового міжсезоння за «Волинь» він в 17 матчах Першої ліги забив 12 голів. А всього 2001 року, враховуючи голи й в колишній команді «Оскіл», футболіст у чемпіонатах провів 32 матчі та забив 23 голи. Його висока результативність не залишилась непоміченою, того року нападник потрапив на 23 місце в списку найкращих українських футболістів, яке щорічно присуджує газета «Український футбол». Після завершення зимової паузи його результативність дещо впала, чотири матчі поспіль Василю не вдавалось забити, але потім він своїм голом приніс перемогу своїй команді над одеським «Чорноморцем». Після цього голу настала безгольова серія з п'яти матчів. 4 травня 2002 року новий головний тренер національної збірної України Леонід Буряк відвідав матч у Житомирі між місцевим «Поліссям» та «Волинню» з метою перегляду за грою Василя Сачка. На початку матчу Сачко не реалізував пенальті, але потім він виправився й забив суперникам два голи, які тим не менш не дозволили його команді виграти. Надалі Кварцяний через помічника Буряка тренера Володимира Козеренка пропонував взяти Сачка до збірної, але Буряк не наважився викликати гравця без належного досвіду на найвищому рівні. До закінчення сезону Василь забив ще по голу командам «Зірка» та «ЦСКА». Таким чином, в чемпіонаті він провів всі 34 матчі команди та забив 17 голів, ставши разом з Віктором Ареф'євим найкращим бомбардиром сезону. Також Сачко був визнаний найкращим гравцем Першої ліги, а його команда, відірвавшись на 11 очок від другого місця, стала чемпіоном Першої ліги та вийшла у Вищу лігу. У Кубку України того сезону Василь зіграв у всіх шести матчах команди та дійшов до 1/8 фіналу.

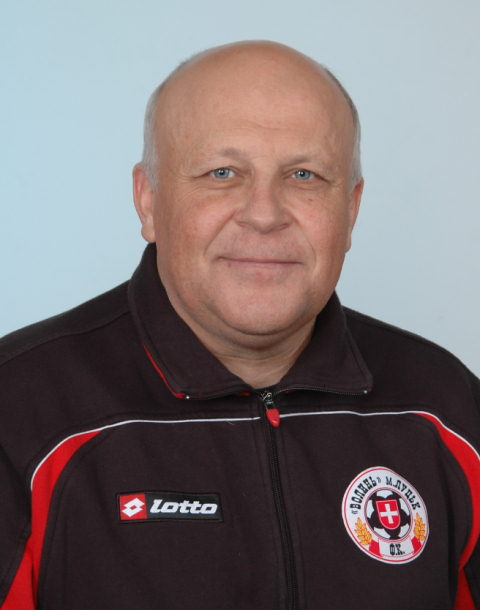
Віталій Кварцяний — тренер Сачка у «Волині»

Через 4 роки Сачко знов повернувся до вищої ліги. За «Волинь» він дебютував 7 липня 2002 в матчі проти дніпропетровського «Дніпра». У перших 8 іграх йому не вдавалося забити. 12 вересня 2002 року в матчі з «Кривбасом» Василь забив свій перший гол у чемпіонаті.. Наступні три матчі поспіль він також забивав по голу: «Ворсклі», «Оболоні» та «Олександрії». Потім була безгольова пауза у 4 матчі, після котрої Сачко забивав у трьох поспіль матчах. До кінця чемпіонату він одного разу відзначився в матчі з «Шахтарем». За сезон нападник забив 8 голів, а «Волинь» посіла рекордне для себе 6 місце. У Кубку України команда Сачка також вдало виступила, дійшовши до півфіналу, де програла лише його майбутньому володарю «Динамо». У турнірі ж Василь провів 7 матчів й забив 2 голи.
Сезон 2003–2004 видався не таким вдалим для «Волині». У перших 8 турах чемпіонату команда Сачка не вигравала, а сам Василь не забивав. У 9 турі він двома голами у ворота «Кривбасу» приніс своїй команді перемогу. До кінця року він в чемпіонаті забив ще 2 голи та ще 3 м'ячі у Кубку України. Наприкінці 2003 року Василь Сачко посів 14 місце серед найкращих українських футболістів за версією газети «Український футбол». У той же час у «Волині» були проблеми з виплатою зарплати футболістам, тренер київського «Арсенала» В'ячеслав Грозний хотів придбати Василя Сачка. Тому він відправився з новою командою на збори й навіть забивав за «Арсенал» у товариських матчах. Втім «Арсенал» так і не зміг знайти необхідні кошти і перед початком другого кола Василь повернувся у «Волинь». У своїй старій команді Василь швидко згуртував колектив навколо себе та став капітаном команди. У другому колі луцька команда почала поступово набирати пункти. Сачко відзначався в матчах проти «Зірки»,«Карпат» та «Арсенала». «Волинь» забезпечила собі місце у вищій лізі за 4 тури до закінчення чемпіонату та посіла 13 місце. Василь став найкращим бомбардиром своєї команди в сезоні, забивши у чемпіонаті та Кубку України 10 голів.
Сезон 2004–2005 почався вдало для Сачка та для його команди. «Волинь» знаходилась у верхній частині таблиці та навіть у єврокубковій зоні, а Василь регулярно забивав у ворота суперників. До настання зимової паузи він забив по голу у ворота команд «Таврія», «Чорноморець», «Ворскла-Нафтогаз», «Металург» (Запоріжжя), «Арсенал» (Київ), «Шахтар» та «Закарпаття». Загалом до паузи він провів 15 матчів та забив 7 голів. Наприкінці 2004 року Василь Сачко посів 14 місце серед найкращих українських футболістів за версією газети «Український футбол» та посів 17 місце серед найкращих футболістів в українському чемпіонаті за версією газети «Команда». Також він був визнаний уболівальниками «Волині» найкращим гравцем команди у 2004 році. У весняній частині чемпіонату його команда продовжувала триматися у верхній частині таблиці, а Василь продовжив забивати. Так він відправив м'яч у ворота «Кривбасу», потім після програного з рахунком 1-0 матчу з «Металістом», Василь забивав у трьох матчах поспіль, а саме у ворота «Оболоні», «Арсенала» та запорізького «Металургу». Причому останній гол був записаний на Сачка лише за рішенням експертної комісії. До речі, після 21 туру «Волинь» знаходилась на третьому місці в чемпіонаті, але надалі команді не вдавалося виграти, до того ж 30 квітня 2005 року у грі з «Ворсклою-Нафтогаз» Василь отримав струс мозку та перелом щелепи й повернувся у гру лише у передостанньому турі в матчі з «Іллічівцем». Втративши свого бомбардира «Волинь» опустилась на 8 місце у чемпіонаті, та не потрапила до єврокубків. Василь же забивши ще один гол, в останньому турі у ворота «Таврії», довів свій бомбардирський рахунок до 12 голів у чемпіонаті та відстав лише на 2 голи від найкращого бомбардира чемпіонату Олександра Косиріна й посів друге місце, забивши однакову кількість голів з Брандау, Андресом Мендосою та Сергієм Закарлюкою. У Кубку України того сезону Василь провів 5 матчів та голів не забивав, а його команда дійшла до чвертьфіналу де програла київському «Динамо».
У першому матчі сезону 2005–2006 із «Шахтарем» Василю не вдалося забити, а його команда програла з рахунком 0-1. Пізніше Сачко почав регулярно забивати, у перших восьми матчах він відзначився 6 разів: у матчах із запорізьким «Металургом», «Арсеналом», «Сталлю», «Іллічівцем», «Ворсклою» «Чорногорою» у 1/32 Кубку України. 2 жовтня 2005 року Василь Сачко провів свій 100-й матч у Вищій лізі, у якому відзначився у воротах «Металіста». До настання зимової паузи Василь забивав ще у трьох матчах: один м'яч «Харкову» та два «Кривбасу». Наприкінці 2005 року Василь Сачко потрапив до ряду престижних списків українських видань: посів 11 місце серед найкращих українських футболістів за версією газети «Український футбол», посів 9 місце серед найкращих футболістів в українському чемпіонаті за версією газети «Команда» та потрапив до списку 33-х найкращих футболістів України під номером 2. Також він був визнаний уболівальниками «Волині» найкращим гравцем команди у 2005 році. Навесні команда вигравла лише одну гру. Василь же забивав по голу у ворота донецького «Металурга», «Динамо» та «Кривбаса», але вони не допомогли його команді перемогти. Щоб врятуватись від вильоту у першу лігу «Волині» потрібно було в останньому турі чемпіонату у домашньому матчі перемогти «Таврію», під час гри Василь не реалізував пенальті, матч закінчився з рахунком 0-0. «Волинь» набрала однакову кількість очок з «Кривбасом» та «Харковом», але за додатковими показниками вона посіла 15 місце та понизилась у класі. Василь провів свій найрезультативніший сезон за «Волинь» у вищій лізі та забив 13 голів й посів друге місце у списку бомбардирів з однаковою кількістю голів з Олександром Косиріним та Сергієм Ребровим. У футболіста закінчився контракт, тому він залишив клуб як вільний агент. За п'ять сезонів у «Волині» він став одним з найкращих бомбардирів в історії цієї команди.

### «Кривбас»
До Василя Сачка проявляли інтерес «Іллічівець», «Зоря» та «Ворскла». Втім найбільш наполегливим виявився Олександр Косевич, який тоді тренував «Кривбас» й Василь вибрав саме цю команду. У новій команді Сачко отримав 7 номер. Атакувальний дует з ним склав грузинський нападник Васіл Гігіадзе. Василь як правило вигравав верхові м'ячі й скидав їх на Гігіадзе, а той забивав голи.

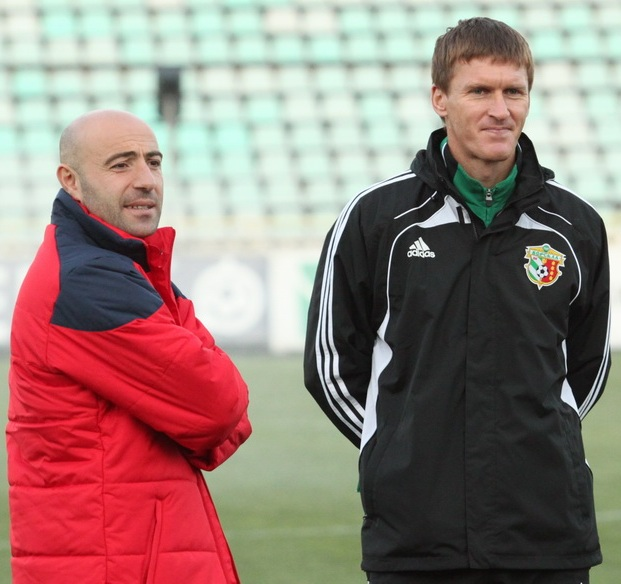
Васіл Гігіадзе (зліва) та Василь Сачко

Втім дебют видався невдалим: у першому турі 23 липня 2006 року «Кривбас» в Донецьку програв «Шахтареві» з рахунком 5-0. За тиждень, у другому турі, Василь забив «Карпатам» свій перший гол за нову команду. У наступних іграх футболіст не відзначався голами, не забиваючи у 12-ти матчах поспіль. Василь, після безгольової паузи у 4 місяці, забив два голи у 15 турі у ворота «Харкова». До зимової паузи Василь у 16 матчах чемпіонату забив 3 голи, а у Кубку України провів тільки один матч на стадії 1/32 фіналу проти «Миколаєва», в якому не забив. Надалі Олександр Косевич не включав Сачка до складу команди у Кубку України й «Кривбас» вилетів з його розіграшу у 1/8 фіналу, програвши «Іллічівцю». Під час зимової паузи Олександра Косевича на посту головного тренера змінив Олег Таран. З настанням весняної частини чемпіонату Василь почав забивати голи, своїм голом «Динамо» приніс своїй команді нічию, а у наступному турі завдяки голу «Чорноморцю» — перемогу. Після двоматчевої паузи він забив «Зорі», але його команда програла за рахунком 2-1. До кінця чемпіонату Сачко в матчі з «Ворсклою» забив ще один гол, який не приніс перемоги. Всього в чемпіонаті сезону 2006–2007 він забив 7 голів.
У сезоні 2007–2008 Василь став капітаном команди, оскільки колишній капітан команди, Гігіадзе, перейшов до «Нафтовика-Укрнафта». Свій перший гол у новому чемпіонаті Сачко забив у 5 турі в ворота «Харкова», а гра закінчилась з рахунком 1-1. Далі він не забивав у чотирьох матчах й потім відмітився у двох матчах поспіль: у воротах «Закарпаття» та «Ворскли» в яких його команда здобула перемоги. Надалі Василю Сачку не вдавалось забивати до самого закінчення чемпіонату. Він як правило не грав матчі повністю, його або замінювали по ходу гри, або випускали на заміну. А його конкурентами на позиції нападника були Олександр Мелащенко та Сергій Мотуз. По закінченню чемпіонату «Кривбас» посів 13 місце, в Кубку України Сачко участі не брав, а його клуб зупинився на стадії 1/16 фіналу.
У сезоні 2008–2009 капітаном команди став Доріан Бюлюкбаші. 2 серпня 2008 року в матчі третього туру проти донецького «Металурга» Василь вийшов на поле на 79 хвилині матчу й за 5 хвилин отримав дві жовті картки та перший раз у кар'єрі був видалений з поля.

### «Ворскла»
Незважаючи на те що «Кривбас» продовжив контракт із Сачком, восени 2007 року клуб вирішив безкоштовно відпустити гравця. У серпні 2008 року Сачко перебував на перегляді у «Львові», але контракт з ними Василь не підписав.

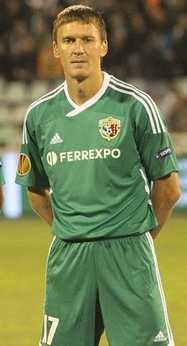
Василь Сачко у «Ворсклі»

Після цього ним зацікавився тренер полтавської «Ворскли» Микола Павлов й Василь Сачко підписав контракт з новим клубом до кінця 2008 року та отримав 17-й номер в команді. За новий клуб він дебютував 23 серпня 2008 року в домашньому матчі проти «Шахтаря», в якому його команда виграла з рахунком 1-0. Свій перший гол за нову команду Сачко забив вже у своєму другому матчі, 30 серпня 2008 року проти «Іллічівця». У наступному матчі Василь своїм результативним пасом на Дмитра Єсіна допоміг своїй команді перемогти «Дніпро». Через два тури він відзначився голом у ворота запорізького «Металурга». До початку зимової перерви Сачко виступав в основному складі команди та не забивав, втім його команда не програвала та перебувала у верхній частині турнірної таблиці. Взимку керівництво клубу вирішило продовжити контракт з Сачком та підписала договір до 30 травня 2009 року. У весняній частині чемпіонату Василь брав участь не у всіх матчах своєї команди й забив 2 голи, а саме по м'ячу у ворота «Дніпра» та «Кривбаса». Всього в чемпіонаті він забив 4 голи, а його команда посіла 5 місце.
У Кубку України сезону 2008—2009 «Ворскла» стартувала з 1/16 фіналу, де переграла «Зірку». Далі команді Сачко протистояла «Оболонь», в матчі з якою вдалося відзначитись голом, а його команда перемогла з рахунком 1-4. У чвертьфіналі було пройдено донецький «Металург». Півфінальний матч «Ворскла» грала проти «Металіста» у Харкові, Сачко не брав участь у грі через травму плеча, втім його команда зіграла з рахунком 0-0. По регламенту того сезону у випадку нічиї команди грали другий матч. 13 травня 2009 року команди провели ще один матч у Полтаві. Василь грав зі стартових хвилин. Вже у першому таймі він забив 2 голи. Більше в матчі голів не було й гра закінчилася з рахунком 2-0, а команда Сачка вийшла до фіналу. Наступного дня після матчу з «Металістом» Василь почав переговори з клубом та продовжив контракт. Фінал проходив у Дніпропетровську на стадіоні Дніпро-Арена. Матч відбувся 31 травня 2009 року, а суперником полтавського клубу був донецький «Шахтар». На 50-й хвилині матчу Сачко забив переможний гол. Василь став найстаршим автором голу у фіналах Кубка України. У наступному сезоні «Ворскла» отримала право на виступ у Лізі Європи.
|  | Василь Сачко: - У мене була, думаю, скромна кар'єра, в великих клубах грати не доводилося. Але я щасливий, що одного разу доля звела мене з «Ворсклою», з її просто прекрасним колективом тренерів, гравців. Не можу описати вам тієї радості, що відчув, коли підняв кубок над головою. Але попереду ще багато нелегких ігор. Буду старанно працювати далі. Багато чому навчився я в команді Миколи Павлова. Причому не тільки у футболі, але і в життєвому плані |

Сезон 2009–2010 відкривав матч за Суперкубок України. Він пройшов 11 липня 2009 року у Сумах, на стадіоні «Ювілейний». Суперником «Ворскли» стало «Динамо». Василь відіграв 76 хвилин матчу, не забив та був замінений. Команди зіграли з рахунком 0-0, а у післяматчевих пенальті переміг столичний клуб. У третьому турі Прем'єр-ліги сезону 2009—-2010 в матчі проти «Шахтаря» Сачко провів свій 200-й матч у чемпіонаті.

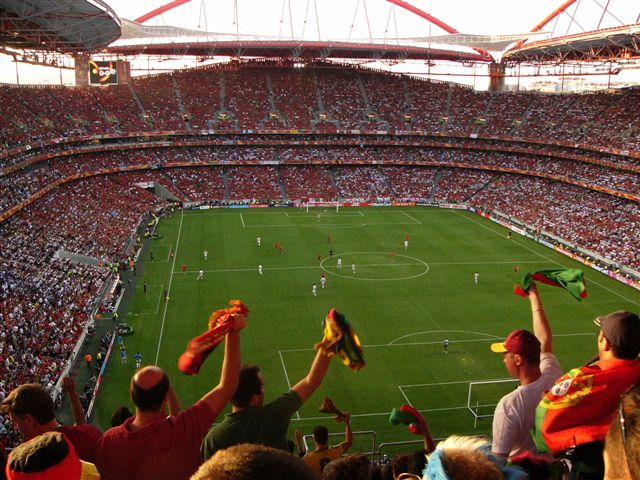
Стадіон «Луж» на якому 20 серпня 2009 року Сачко дебютував у єврокубках

В раунді плей-оф Ліги Європи жереб звів «Ворсклу» з португальською «Бенфікою». 20 серпня 2009 року на стадіоні «Луж» у Лісабоні Сачко дебютував у єврокубках. У свої 34 роки він став одним з найстарших українських дебютантів в історії єврокубків. «Ворскла» програла з рахунком 4-0. 23 серпня у матчі проти «Динамо» Сачко своїм голом у ворота Олександра Шовковського приніс своїй команді нічию. 27 серпня у Полтаві відбувся матч-відповідь з «Бенфікою». Василь знов грав у основному складі команди й на 48-й хвилині матчу, після передачі Дениса Кулакова, забив гол у ворота Жозе Морейри, таким чином ставши одним з найстарших українських футболістів які забивали у єврокубках, на той час лише Олег Блохін забивав у тому ж віці. Потім Савіола зрівняв рахунок, але Дмитро Єсін забив переможний гол. Матч закінчився з рахунком 2-1, але за сумою двох матчів далі пройшла «Бенфіка», «Ворскла» ж завершила свої виступи у єврокубках. Наприкінці 2009 року Василь Сачко потрапив до списку 33-х найкращих футболістів України під номером 3. Надалі Сачко грав не у всіх матчах й до кінця сезону забив лише один гол, у матчі з донецьким «Металургом». Наприкінці сезону Сачко продовжив контракт з клубом на один рік. За підсумками сезону 2009–2010 «Ворскла» посіла 10 місце.
У першому турі сезону 2010–2011 «Ворскла» грала проти «Волині». Василь забив своїй колишній команді два голи, а його команда виграла з рахунком 0-4. 17 липня 2010 року у другому турі чемпіонату проти «Іллічівця» Сачко забив свій 100-й гол у професійному футболі. Наступний матч також був для нього результативним, своїм голом у ворота «Оболоні» він приніс своїй команді перемогу. Після двох безгольових матчів Василь забив у ворота «Динамо» та взяв участь у перемозі своєї команди. У перших шести матчах нападник чемпіонату забив 5 голів. Надалі для Сачко настала безгольова серія, він навіть перестав потрапляти у основний склад, але Микола Павлов поставив Василя в основу 13 листопада 2010 року у 17 турі чемпіонату в грі проти «Іллічівця». В цьому матчі його команда перемогла з рахунком 2-6, а Василь Сачко вперше у своїй професійній кар'єрі забив три голи. У віці 35 років та 6 місяців він, після Олександра Гайдаша, став найстаршим автором хет-трика в чемпіонаті України. До того ж в історії «Ворскли» Сачко був другим автором хет-трику у найвищому дивізіоні після Володимира Мазяра. Після цього матчу Микола Павлов сказав такі слова про Сачка:
|  | - Вася, ми витримали тебе, як добре вино! |

У весняній частині Сачко забив по голу у ворота «Севастополя» та «Зорі», довівши свій лік голів до 10-ти і ставши найкращим бомбардиром своєї команди. «Ворскла» посіла 6 місце в чемпіонаті та потрапила у Лігу Європи. У Кубку України сезону 2010–2011 Василь провів два матчі в яких не забивав, а його команда програла у 1/8 фіналу «Карпатам». На початку травня 2011 року керівництво клубу продовжило контракт з футболістом на один рік.

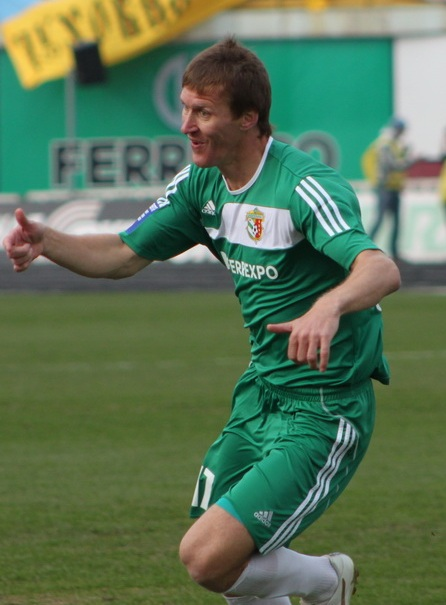
Василь Сачко святкує забитий гол

У сезоні 2011–2012 Сачко забив перший гол у матчі з донецьким «Металургом». У наступному матчі, який виявився для Василя 250-м у найвищому дивізіоні, він також відмітився голом. До настання зимової паузи йому не вдавалося забити, до того ж він почав програвати боротьбу за місце у основному складі албанцю Ахмеду Янузі, та грав лише періодично.
У Кубку України Сачко провів два матчі та не забивав голи, а його команда у 1/8 фіналу програла запорізькому «Металургу».
У Лізі Європи «Ворскла» почала грати з другого кваліфікаційного раунду, а її суперником був північноірландський клуб «Ґленторан». Команда Сачка перемогла її за сумою двох матчів з рахунком 5-0, але Василь провів обидва матчі у запасі. У наступному раунді полтавці грали з ірландським «Слайґо Роверс». Перший матч пройшов 28 липня 2011 року у Полтаві, Сачко на 81 хвилині матчу замінив Івана Кривошеєнка, але не зміг відзначитись голом, матч закінчився з рахунком 0-0. Матч відповідь Василь почав у основі, на 16-й хвилині матчу він віддав гольовий пас на Сергія Закарлюку, через хвилину забив Павло Ребенок і «Ворскла» виграла з рахунком 2-0 та вийшла в раунд плей-оф. Далі український клуб зустрівся з бухарестським «Динамо». Сачко не виходив на поле, але його команда перемогла за сумарним рахунком 5-3 й вийшла у груповий етап Ліги Європи. У першому турі групового етапу «Ворскла» грала на виїзді проти «Копенгагена». Сачко замінив Ахмеда Янузі на 88 хвилині, але забити не встиг. Другий матч «Ворскла» проводила у Полтаві проти «Ганновера 96». Василь потрапив у основний склад команди, але у перерві матчу був замінений на Ахмеда Янузі. «Ворскла» той матч програла з рахунком 1-2. У подальших матчах групового етапу Василь не виходив на поле та залишався у запасі, а «Ворскла», двічі зігравши внічию, посіла четверте місце в групі та припинила участь у єврокубках.
Останній матч у кар'єрі, як й перший, Василь Сачко провів проти донецького Шахтаря. 1 квітня 2012 року він вийшов на останні 5 хвилин матчу.

## Оцінка гри
Нападник таранного типу, фізично міцний, витривалий. Добре прикриває м'яч корпусом. Комфортно почувається у верховій боротьбі, багато забиває головою, а також робить скидки на партнерів. Володіє потужним ударом. По воротах б'є як правило у межах штрафного майданчика в однаковій мірі як правою так і лівою ногою, хоча є правшею. Постійно тримає у напрузі захист суперника, а також відволікає на себе захисників та звільняє зони для партнерів. Відпрацьовує у захисті, повертається у власний штрафним майданчик під час стандартів. До недоліків можна віднести погану техніку володіння м'ячем та низьку швидкість.

## Тренерська кар'єра
З вересня 2012 року асистент головного тренера Ворскли Сергія Свистуна.
З червня 2013 року — головний тренер Ворскли. В цей період команда стикнулася із фінансовими труднощами, заборгованість по зарплатам гравцям іноді сягала більше року. Попри це команда демонструвала достатньо високі результати. Ворскла грала в Лізі Європи у сезонах 2015/2016 та 2016/2017, проте обидва програвала в першому ж матчі, словацькій Жиліні та хорватській Локомотиві відповідно. В сезоні 2016/2017 Ворскла здобула Кубок Престижу.
У 2018 році Ворскла під керівництвом Сачка здобула бронзові медалі Чемпіонату України та пробилась у груповий раунд Ліги Європи.

## Особисте життя

### Родина
Одружений з Наталею Сачко, 10 липня 2003 року народилася донька, яку назвали Каріною. Навіть переможний гол(у грі на Кубок України 2009) він посвятив своїй малій доньці .Навіть після того, як Василь перестав виступати за «Волинь», родина залишилася жити в Луцьку. Василь вирішив, що саме в цьому місті мешкатиме його сім'я, коли він закінчить кар'єру футболіста.

### Хобі
Василь Сачко охоче рибалить, любить грати у більярд, боулінг та шахи. Попри те, що Василь як футболіст-професіонал мав великі фізичні навантаження упродовж першості України, та він і під час пауз у цій першості, замість відпочивати, грав у футбол — взимку на міні-футбольних турнірах у Луцьку, а влітку — з друзями в Донеччині. Улюблений футболіст — Зінедін Зідан, улюблена страва — плов, улюблена марка авто — mercedes benz.

## Статистика виступів
| Сезон             | Команда           | Чемпіонат         | Чемпіонат | Чемпіонат | Кубок | Кубок | Кубок | Єврокубки | Єврокубки | Єврокубки | Інші кубки | Інші кубки | Інші кубки | Всього | Всього |
| Сезон             | Команда           | Змаг.             | Матчі     | Голи      | Змаг. | Матчі | Голи  | Змаг.     | Матчі     | Голи      | Змаг.      | Матчі      | Голи       | Матчі  | Голи   |
| ----------------- | ----------------- | ----------------- | --------- | --------- | ----- | ----- | ----- | --------- | --------- | --------- | ---------- | ---------- | ---------- | ------ | ------ |
| 1998—1999         | Таврія            | ВЛ                | 5         | 0         | КУ    | 0     | 0     | —         | —         | —         | -          | —          | —          | 5      | 0      |
| Всього в Таврії   | Всього в Таврії   | Всього в Таврії   | 5         | 0         |       | 0     | 0     |           |           |           |            |            |            | 5      | 0      |
| 2000—2001         | Оскіл             | 2Л                | 28        | 13        | К2Л   | 1     | 0     | —         | —         | —         | -          | —          | —          | 29     | 13     |
| Всього в Осколі   | Всього в Осколі   | Всього в Осколі   | 28        | 13        |       | 1     | 0     |           |           |           |            |            |            | 29     | 13     |
| 2001—2002         | Волинь            | 1Л                | 34        | 17        | КУ    | 6     | 0     | —         | —         | —         | —          | —          | —          | 40     | 17     |
| 2002—2003         | Волинь            | ВЛ                | 29        | 8         | КУ    | 7     | 2     | —         | —         | —         | —          | —          | —          | 38     | 10     |
| 2003—2004         | Волинь            | ВЛ                | 29        | 7         | КУ    | 3     | 3     | —         | —         | —         | —          | —          | —          | 32     | 10     |
| 2004—2005         | Волинь            | ВЛ                | 26        | 12        | КУ    | 5     | 0     | —         | —         | —         | —          | —          | —          | 31     | 12     |
| 2005—2006         | Волинь            | ВЛ                | 30        | 13        | КУ    | 2     | 1     | —         | —         | —         | —          | —          | —          | 32     | 14     |
| Всього у Волині   | Всього у Волині   | Всього у Волині   | 148       | 57        |       | 23    | 6     |           |           |           |            |            |            | 171    | 63     |
| 2006—2007         | Кривбас           | ВЛ                | 28        | 7         | КУ    | 1     | 0     | —         | —         | —         | —          | —          | —          | 29     | 7      |
| 2007—2008         | Кривбас           | ВЛ                | 27        | 3         | КУ    | 0     | 0     | —         | —         | —         | —          | —          | —          | 27     | 3      |
| 2008—2009         | Кривбас           | ПЛ                | 3         | 0         | КУ    | 0     | 0     | —         | —         | —         | —          | —          | —          | 3      | 0      |
| Всього в Кривбасі | Всього в Кривбасі | Всього в Кривбасі | 58        | 10        |       | 1     | 0     |           |           |           |            |            |            | 59     | 10     |
| 2008—2009         | Ворскла           | ПЛ                | 21        | 4         | КУ    | 5     | 4     | —         | —         | —         | —          | —          | —          | 26     | 8      |
| 2009—2010         | Ворскла           | ПЛ                | 23        | 2         | КУ    | 1     | 0     | ЛЄ        | 2         | 1         | СКУ        | 1          | 0          | 27     | 3      |
| 2010—2011         | Ворскла           | ПЛ                | 25        | 10        | КУ    | 2     | 0     | —         | —         | —         | —          | —          | —          | 27     | 10     |
| 2011—2012         | Ворскла           | ПЛ                | 14        | 2         | КУ    | 2     | 0     | ЛЄ        | 4         | 0         | —          | —          | —          | 20     | 2      |
| Всього у Ворсклі  | Всього у Ворсклі  | Всього у Ворсклі  | 83        | 18        |       | 10    | 4     |           | 6         | 1         |            | 1          | 0          | 100    | 23     |
| Всього            | Всього            | Всього            | 322       | 98        |       | 35    | 10    |           | 6         | 1         |            | 1          | 0          | 364    | 109    |

## Досягнення

### Гравець

#### Командні
- Володар аматорського Кубка України (1): 1999
- Чемпіон Першої ліги (1): 2002
- Володар Кубка України (1): 2009

#### Індивідуальні
- Найкращий гравець Першої ліги: 2002
- Найкращий бомбардир Першої ліги: 2002
- 33 найкращі футболісти України: 2005 (№ 2), 2009 (№ 3)
- Футболіст року в Україні (газета «Команда»): 2004 (№ 17), 2005 (№ 9)
- Український футболіст року (газета «Український футбол»): 2001 (№ 23), 2003 (№ 14), 2004 (№ 14), 2005 (№ 11)

### Тренер
- Брнозовий призер Чемпіонату України: 2017/2018

### Відеофрагменти
- Гол Сачка у фіналі Кубку України 2009 року
- Гол Сачка у ворота київського «Динамо» 14 серпня 2010 року